# Río Piedras
Pour les articles homonymes, voir Río Piedras (homonymie).
Río Piedras est un district de la ville de San Juan, la capitale de Porto Rico.
Cette ancienne municipalité est annexée à San Juan en 1951.

## Histoire
La ville de Río Piedras est fondée en 1714. Le premier maire de Río Piedras est Juan de la Cruz en 1814.
L'université de Porto Rico est fondée à Río Piedras en 1903.
La ville perd son statut de municipalité en 1951 et devient un district de San Juan, ce qui fait de Ángeles Méndez de López Corver, le dernier maire de l'histoire de la commune.

## Géographie
Au moment de l'annexion de la municipalité en 1951, Río Piedras est la troisième municipalité de l'île en nombre d'habitants. Sa position stratégique au sud de la capitale en fait le point de jonction des principaux axes de communication de l'île. C'est la raison principale du rapide développement urbanistique de la ville au cours du XXe siècle.
| Année | Population de Río Piedras | superficie km² | Densité de population hab/km² |
| ----- | ------------------------- | -------------- | ----------------------------- |
| 1899  | 13 760                    | 107,64         | 127,83                        |
| 1910  | 18 880                    | 107,64         | 175,40                        |
| 1920  | 24 745                    | 107,64         | 229,89                        |
| 1930  | 40 853                    | 107,64         | 379,53                        |
| 1940  | 68 290                    | 107,64         | 634,43                        |
| 1950  | 143 989                   | 107,64         | 1.337,69                      |
| 2000  | 332 344                   | 107,64         | 3.087,55                      |

Selon le recensement de 2000, Río Piedras compte 332.344 habitants, ce qui représente 77 % de la population de San Juan et en ferait la commune la plus peuplée de l'île.

## Économie
Lors de sa fusion avec San Juan, Río Piedras comptait plus d'habitants que la ville de San Juan et hébergeait la majorité de l'activité économique de l'agglomération.

## Tourisme
À Río Piedras se trouve le jardin botanique le plus important de l'île.

## Culture
Río Piedras héberge le campus principal de l'Université de Porto Rico.
C'est le district le plus cosmopolite de San Juan.

## Personnalités
- Lydia Roberts (1879-1965), nutritionniste pionnière, est morte à Río Piedras.